# فرنسيسكو غوميز تيكسيرا
فرنسيسكو غوميز تيكسيرا (بالبرتغالية: Francisco Gomes Teixeira‏) هو صحفي ورياضياتي برتغالي، ولد في 28 يناير 1851 في Armamar ‏ في البرتغال، وتوفي في 8 فبراير 1933 في بورتو في البرتغال.